# Comarque de Rome

La comarque de Rome fut une subdivision administrative de l’État pontifical de 1816 à 1870. La Comarque était un type spécial de délégation qui incluait Rome et une bonne partie des marais pontins.
À l'époque de son institution, la comarque confinait à l’ouest avec la délégation de Civitavecchia et la mer Tyrrhénienne, au nord avec  les délégations de Viterbe et Rieti, au sud avec la délégation de Frosinone, à l’est avec le royaume des Deux-Siciles.
En 1832, pour se séparer de celle de Frosinone, fut instituée la délégation de Velletri, située sur les limites sud-est de la Comarque.

## Historique
À la suite du Congrès de Vienne, par le motu proprio du 6 juillet 1816, le pape Pie VII réforma la répartition administrative de l'état pontifical, instituant la Comarque sur le lieu de l’antique district de Rome. La réforme entra en vigueur l’année suivante.
La Comarque était divisée en trois districts ; Rome (chef-lieu), Subiaco et Tivoli.
La réorganisation territoriale de Pie IX (22 septembre 1850) inséra la Comarque (avec les délégations de Viterbe, Civitavecchia et Orvieto) dans l’arrondissement de Rome, qui s’ajoutait aux quatre légations qui avaient regroupé les précédentes légations de l’État pontifical. Après la prise de Rome (20 septembre 1870), elle fut transformée en province de Rome, absorbant toutes les autres délégations du Latium.

## Subdivisions administratives

### 1833
| Légations | District | Gouvernement         | Vice-gouvernement | Communauté |
| --------- | -------- | -------------------- | ----------------- | --- |
| Rome      | Rome     | Albano               |                   | Albano, Ariccia |
| Rome      | Rome     | Albano               | Nettuno           | Nettuno, Porto d'Anzio |
| Rome      | Rome     | Bracciano            |                   | Bracciano |
| Rome      | Rome     | Campagnano           |                   | Anguillara, Campagnano, Cesano, Formello, Magliano Romano, Mazzano, Monterosi, Trevignano                                                            |
| Rome      | Rome     | Castel Gandolfo      |                   | Castel Gandolfo |
| Rome      | Rome     | Castelnuovo di Porto |                   | Castelnuovo di Porto, Civitella San Paolo, Fiano, Filacciano, Leprignano, Morlupo, Nazzano, Ponzano, Riano, Rignano, Sacrofano, Sant'Oreste, Torrita |
| Rome      | Rome     | Frascati             |                   | Frascati, Monte Compatri, Monte Porzio, Rocca di Papa, Rocca Priora                                                                                  |
| Rome      | Rome     | Genzano              |                   | Civita Lavinia, Genzano, Nemi |
| Rome      | Rome     | Marino               |                   | Marino |
| Rome      | Rome     | Rome                 |                   | Rome |
| Rome      | Subiaco  | Subiaco              |                   | Affile, Agosta, Camerata, Canterano, Cervara, Cerreto, Gerano, Jenne, Marano, Ponza, Rocca Canterano, Subiaco, Vallepietra                           |
| Rome      | Subiaco  | San Vito             |                   | Capranica, Civitella, Pisoniano, Rocca Santo Stefano, Roiate, San Vito                                                                               |
| Rome      | Tivoli   | Tivoli               |                   | Casape, Castel Madama, Ciciliano, Montecelio, Poli, Sambuci, Saracinesco, San Gregorio, San Polo dei Cavalieri, Sant'Angelo, Tivoli, Vicovaro        |
| Rome      | Tivoli   | Arsoli               |                   | Anticoli Corrado, Arsoli, Cantalupo Bardella, Licenza, Percile, Riofreddo, Roccagiovine, Roviano, Scarpa, Vallinfreda, Vivaro                        |
| Rome      | Tivoli   | Genazzano            |                   | Cave, Genazzano, Olevano, Rocca di Cave |
| Rome      | Tivoli   | Palestrina           |                   | Castel San Pietro, Palestrina, Zagarolo |
| Rome      | Tivoli   | Palombara            |                   | Mentana, Monteflavio, Montelibretti, Monterotondo, Montorio Romano, Moricone, Nerola, Palombara                                                      |
| Rome      | Tivoli   | Gallicano            |                   | Colonna, Gallicano |

## Source de traduction
- (it) Cet article est partiellement ou en totalité issu de l’article de Wikipédia en italien intitulé « Comarca di Roma » (voir la liste des auteurs) le 16/07/2012.